# 卡氏劍尾魚
卡氏劍尾魚，為輻鰭魚綱鯉齒目鯉齒亞目花鳉科的其中一種，分布於中美洲墨西哥Papaloapan的淡水流域，體長可達4公分，屬肉食性，生活習性不明。

## 擴展閱讀
維基物種上的相關：卡氏劍尾魚